# Hello, Hello, I’m Back Again
Hello, Hello, I'm Back Again – piosenka z singla Gary’ego Glittera z 1973 roku. Gary Glitter jest również jej autorem wraz z Mikiem Leanderem. W Wielkiej Brytanii zajmowała drugie miejsce na liście przebojów, była także obecna na listach przebojów 7 innych krajów. Gary Glitter nagrał ponownie piosenkę w 1998 roku pod tytułem Hello, Hello, I'm Back Again (Again!).

## Covery
- Apocalypse Hoboken (1995)
- Oasis (1995) (częściowo zapożyczone)
- Mono Puff (1996)
- Scooter (2005)
- Shivaree (2007)